# Rolls-Royce (бронеавтомобіль)
Панцирник Rolls-Royce (англ. Rolls-Royce Armoured Car) був створений для Збройних сил Великої Британії в період Першої світової війни на шасі автомашини преміум-класу Rolls-Royce 40/50HP "Срібний дух".

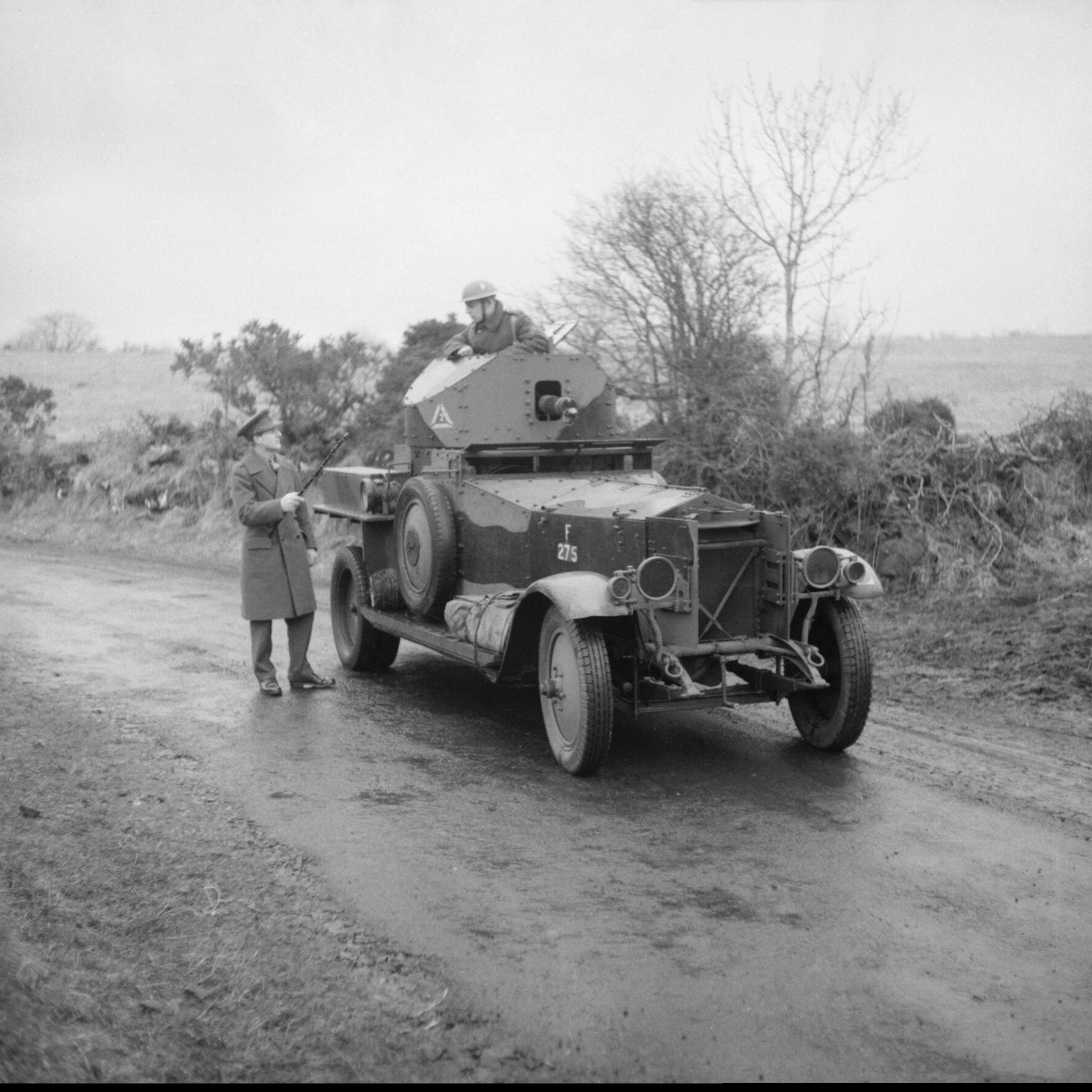
Панцирник Rolls-Royce в Ірландії. Січень 1941

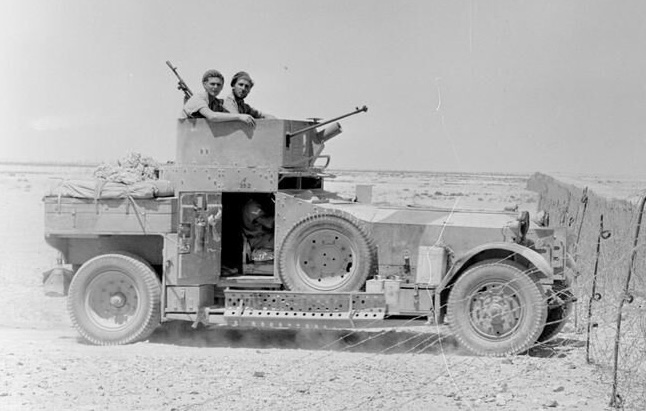
Панцирник Rolls-Royce в Лівії. 1940

## Історія
Успішне застосування бельгійцями панцерників Minerva, SAVA зумовило те, що у вересні 1914 Королівська Морська і Повітряна Служба(англ. Royal Navy Air Service) видали замовлення на виготовлення панцерників за проектом департаменту Адміралтейства. Фірма Rolls-Royce розпочала виготовлення панцерників з посиленим мотором, 8-9 мм панцирними листами, відкритою зверху круглою баштою з 7,7 мм кулеметом "Віккерс". Їхнє виробництво припинили 1917 року, коли компанія Rolls-Royce зосередилась на виробництві авіамоторів.
Перші три панцерника прибули на Західний фронт 3 грудня 1914 року, коли маневрена війна завершилась і можливості застосування панцерників були обмеженими.  З 1916 п'ять панцерників застосовували у боях Війни за незалежність Ірландії. З 12 панцирників сформували шість RNAS-Rolls-Royce ескадронів. Один з них вислали до Франції, два у квітні 1915 до Галліополі, один до Африки для захоплення німецьких колоній. Дев'ять панцирників брали участь у арабському антитурецькому повстанні під проводом Томаса Лоуренса. Після модернізації панцирники отримали позначення Rolls-Royce 1920 і Rolls-Royce 1924.
На початок 2-ї світової війни у війську налічувалось 76 панцирників. З червня 1940 до лютого 1943 у Єгипті використовували 34 панцирники із зміненими відкритими баштами разом з панцирниками Morris CS9. Декотрі панцирні корпуси встановили на шасі вантажівки Fordson. Також їх застосовували у боях в Ірані (травень 1941), Лівані-Сирії (червень 1941). Наприкінці 1941 більшість панцирників вивели з діючого війська і перевели до Індії, Бірми.